# Rattus fuscipes
Rattus fuscipes  (Waterhouse, 1839) è un roditore della famiglia dei Muridi endemico dell'Australia.

## Descrizione

### Dimensioni
Roditore di medie dimensioni, con la lunghezza della testa e del corpo tra 100 e 205 mm, la lunghezza della coda tra 100 e 195 mm, la lunghezza del piede tra 30 e 40 mm, la lunghezza delle orecchie tra 18 e 25 mm e un peso fino a 225 g.

### Aspetto
La pelliccia è lunga. Le parti superiori sono grigio-brunastre, mentre le parti inferiori sono biancastre, con la base dei peli grigio scura. Il muso è allungato.  Le zampe sono bianco-grigiastre. La coda è più corta della testa e del corpo, uniformemente bruno-nerastra e ricoperta da 12-17 anelli di scaglie per centimetro. Le femmine hanno 4 o 5 paia di mammelle. Il cariotipo è 2n=38 FN=58-60.

## Biologia

### Comportamento
È una specie terricola. Costruisce sistemi di cunicoli e tane particolarmente in aree con un denso sottobosco di arbusti e felci.

### Riproduzione
Le femmine danno alla luce circa 5 piccoli alla volta più volte durante l'anno se le condizioni ambientali sono favorevoli.

## Distribuzione e habitat
Questa specie è diffusa lungo le coste del Queensland, Nuovo Galles del Sud, Victoria e Australia Meridionale sud-occidentale. È inoltre presente in diverse isole costiere tra le quali l'isola dei Canguri.
Vive in savane alberate sub-alpine, boscaglie costiere, brughiere costiere, foreste di Eucalipto e foreste tropicali umide.

## Tassonomia
Sono state riconosciute 4 sottospecie:
- R.f.fuscipes: Australia Occidentale meridionale, East Wallabi Island, Mondrain Island, Pearson Island;
- R.f.assimilis (Gould, 1858): Queensland sud- orientale, Nuovo Galles del Sud orientale, Stato di Victoria;
- R.f.coracius (Thomas, 1923): Queensland nord-orientale;
- R.f.greyii (Gray, 1841): Australia Meridionale sud-occidentale, isola dei Canguri.

## Conservazione
La IUCN Red List, considerato il vasto areale, la popolazione numerosa e la presenza in diverse aree protette, classifica R.fuscipes come specie a rischio minimo (Least Concern).